# Bijvoet-ooibos
Het bijvoet-ooibos (Artemisio-Salicetum albae) is een associatie uit het verbond van wilgenvloedbossen en -struwelen (Salicion albae). Het is een plantengemeenschap van pioniersoorten die voorkomt in uiterwaarden en op rivierstranden die regelmatig overstromen, en die gedomineerd wordt door smalbladige wilgen. Vaak komt het bijvoet-ooibos voor als galerijbos langs grote rivieren.
Deze associatie komt in Nederland vrij algemeen voor langs de grote rivieren; in Vlaanderen is ze beperkt tot de Grensmaas.

## Naamgeving en codering
- Syntaxoncode voor Nederland (rVvN): r41Aa01
- BWK-karteringscode: sf
- Natura2000-habitattypecode (EU-code): H91E0A

De wetenschappelijke naam Artemisio-Salicetum albae is afgeleid van de botanische namen van twee belangrijke soorten binnen deze associatie; dit zijn respectievelijk bijvoet (Artemisia vulgaris) en schietwilg (Salix alba).

## Fysiognomie

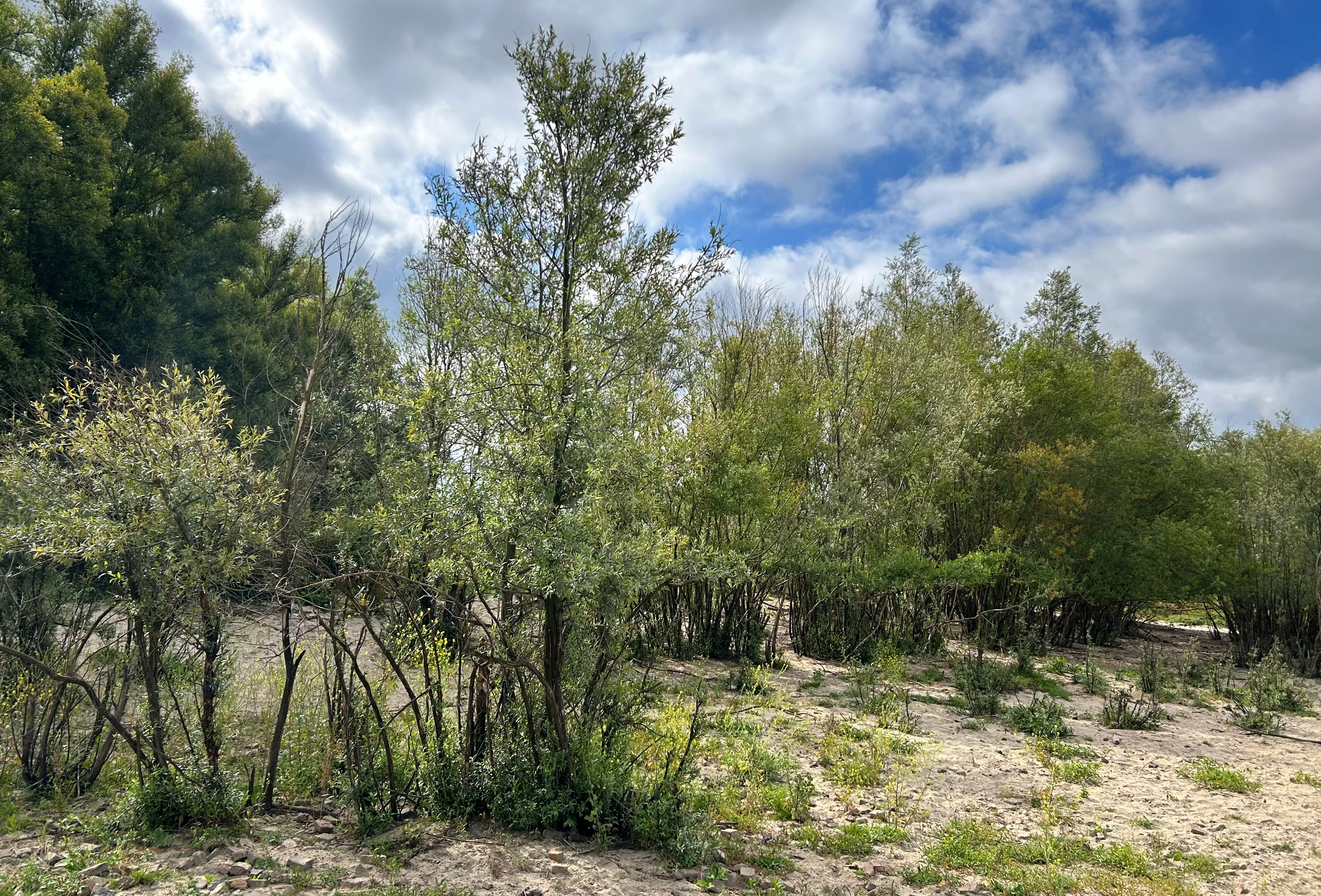
Een zomeraspect.

Qua fysiognomie is het bijvoet-ooibos vrij variabel; de associatie manifesteert zich in zowel de formatie van een loofbos als een loofstruweel. Dikwijls treedt de gemeenschap lintvormig op als galerijbos. Het vormt een houtige pioniervegetatie met een open, lage boomlaag die vaak niet te onderscheiden is van de struiklaag.
De kruidlaag kan bestaan uit een- en tweejarige planten, of uit meerjarige planten met wortelstokken of bovengrondse uitlopers, afhankelijk van de dynamiek van het ooibos.
Een terrestrische moslaag is doorgaans afwezig, maar bij dichte groei en door de nabijheid van water, ontstaat een milieu met hoge luchtvochtigheid dat zeer gunstig is voor een rijke epifytenbegroeiing.

## Ecologie
Het bijvoet-ooibos komt voor in zeer dynamische plaatsen, vlak bij de rivier in uiterwaarden, op rivierstranden langs de grote rivieren en in zoetwatergetijdengebied. De bodem bestaat uit matig fijn tot matig grof, kalkrijk zand, eventueel gemengd met slib. Soms vestigt de associatie zich ook op kribben. De standplaatsen worden regelmatig overstroomd, maar drogen in de zomer uit wanneer de grondwaterspiegel tot meer dan 50 cm diepte zakt. De werking van het water maakt dat erosie en sedimentatie elkaar afwisselen, en dat het vele aangevoerde strooisel snel mineraliseert.
Buiten hun natuurlijke standplaatsen kan dit bostype ook aangetroffen worden op pas vergraven terreinen op kalkrijke zandbodems.

## Subassociaties in Nederland en Vlaanderen
Binnen het bijvoet-ooibos worden in Nederland en Vlaanderen twee subassociaties onderscheiden. Het ecologische onderscheid tussen deze twee subassociaties hangt vooral samen met het verschil in bodemtextuur en overstromingsregime.

### Subassociatie met zwarte populier
Het bijvoet-ooibos met zwarte populier (Artemisio-Salicetum populetosum) is een subassociatie die doorgaans voorkomt op standplaatsen die onderhevig zijn aan de allerhoogste mate van (rivier)dynamiek. Differentiërende taxa zijn watermuur, melganzenvoet, korrelganzenvoet, stippelganzenvoet, gewone steenraket, veerdelig tandzaad, perzikkruid, beklierde duizendknoop, krulzuring, heermoes en stekelnoot. Zwarte populier vindt in deze subassociatie haar optimum. De syntaxoncode voor Nederland (rVvN) is r41Aa01a.

### Subassociatie met fioringras
Het bijvoet-ooibos met fioringras (Artemisio-Salicetum agrostietosum stoloniferae) is een subassociatie die veelal op standplaatsen voorkomt met een relatief net iets minder hoge (rivier)dynamiek. Differentiërende taxa zijn fioringras, kweek, kropaar, hondsdraf, kruipende boterbloem, kleefkruid, gewone smeerwortel en smalle weegbree. De syntaxoncode voor Nederland (rVvN) is r41Aa01b.

## Vegetatiezonering
In de vegetatiezonering kan het bijvoet-ooibos grenzen aan het lissen-ooibos dat verder van de rivier vandaan groeit.

### Microgemeenschappen
De vochtige, zeer basenrijke  boomvoetschors, wortelschors en de schors van de min of meer horizontaal groeiende stammen (van omgevallen wilgen die weer uitlopen) kunnen geschikte micromilieus vormen voor bepaalde rivierbegeleidende, door mossen gedomineerde microgemeenschappen. Zo vindt men hier af en toe de kribbenmos-associatie en de riviervedermos-associatie. Hogerop vindt men regelmatig de associatie van riviersterretje en uiterwaardmos.

## Verspreiding
Het verspreidingsgebied van het bijvoet-ooibos omvat de laaglanden van Europa langs de grote rivieren.
In Nederland komt het vooral voor langs de Waal, de Gelderse IJssel, de Rijn, de Lek en de Maas, en in het zoetwatergetijdengebied. In Vlaanderen is deze associatie beperkt tot de vallei van de Grensmaas. In beide landen is door de natuurontwikkeling van de laatste jaren de associatie in oppervlakte toegenomen.

## Diagnostische taxa voor Nederland en Vlaanderen
Het bijvoet-ooibos heeft in Vlaanderen en Nederland één kensoort, de zwarte populier. Daarnaast komen ook de kensoorten van de klasse in dit bostype voor, vooral de dominante schietwilg en de katwilg.
In de kruidlaag zijn grote brandnetel en ruw beemdgras dominant. De associatie kan onderscheiden worden van beide andere associaties in het verbond, het lissen-ooibos en het veldkers-ooibos, door de aanwezigheid van ruigtesoorten als de akkerdistel, boerenwormkruid en bijvoet, en van pioniersoorten als de grote weegbree, vijfvingerkruid en zilverschoon.
In dit bostype kunnen regelmatig neofyten gevonden worden, zoals het bezemkruiskruid, de late stekelnoot en de reuzenbalsemien.
In de onderstaande tabel staan de belangrijkste diagnostische plantentaxa van het bijvoet-ooibos voor Nederland en Vlaanderen.
Boomlaag en/of struiklaag
| Diagnostiek       | Triviale naam   | Botanische naam     | Opmerking |
| ----------------- | --------------- | ------------------- | --------- |
| associatiekentaxa | zwarte populier | Populus nigra       |           |
| klassekentaxa     | schietwilg      | Salix alba          |           |
| klassekentaxa     | katwilg         | Salix viminalis     |           |
| klassekentaxa     | amandelwilg     | Salix tiandra       |           |
| klassekentaxa     | bittere wilg    | Salix purpurea      |           |
| klassekentaxa     | kraakwilg       | Salix fragilis      |           |
| begeleidende taxa | canadapopulier  | Populus ×canadensis |           |

Kruidlaag
| Kentaxon | Diff.soort | Presentie | Triviale naam        | Botanische naam            | Opmerking                                 |
| -------- | ---------- | --------- | -------------------- | -------------------------- | ----------------------------------------- |
|          |            | > 80%     | grote brandnetel     | Urtica dioica              |                                           |
|          |            | > 70%     | ruw beemdgras        | Poa trivialis              |                                           |
|          | dS         | > 60%     | fioringras           | Agrostis stolonifera       | t.o.v. subassociatie met fioringras       |
|          | dA         | > 60%     | akkerdistel          | Cirsium arvense            | t.o.v. andere associaties van het verbond |
|          |            | > 50%     | rietgras             | Phalaris arundinacea       |                                           |
|          |            | > 50%     | kruipende boterbloem | Ranunculus repens          |                                           |
|          |            | > 40%     | reukeloze kamille    | Tripleurospermum maritimum |                                           |
|          |            | > 40%     | hondsdraf            | Glechoma hederacea         |                                           |
|          | dA         | > 40%     | bijvoet              | Artemisia vulgaris         | t.o.v. andere associaties van het verbond |
|          |            | > 40%     | dauwbraam            | Rubus caesius              |                                           |
|          | dA         | > 40%     | vijfvingerkruid      | Potentilla reptans         | t.o.v. andere associaties van het verbond |
|          | dA         |           | boerenwormkruid      | Tanacetum vulgare          | t.o.v. andere associaties van het verbond |
|          | dA         |           | grote weegbree       | Plantago major             | t.o.v. andere associaties van het verbond |
|          | dA         |           | zilverschoon         | Potentilla anserina        | t.o.v. andere associaties van het verbond |
|          | dA         |           | akkerkers            | Rorippa sylvestris         | t.o.v. andere associaties van het verbond |
|          |            |           | herik                | Sinapsis arvensis          |                                           |
|          |            |           | bezemkruiskruid      | Senecio inaequidens        | neofyt                                    |
|          |            |           | stekelnoot           | Xanthium spp.              | neofyt                                    |
|          |            |           | reuzenbalsemien      | Impatiens glandulifera     | neofyt                                    |

## Fotogalerij

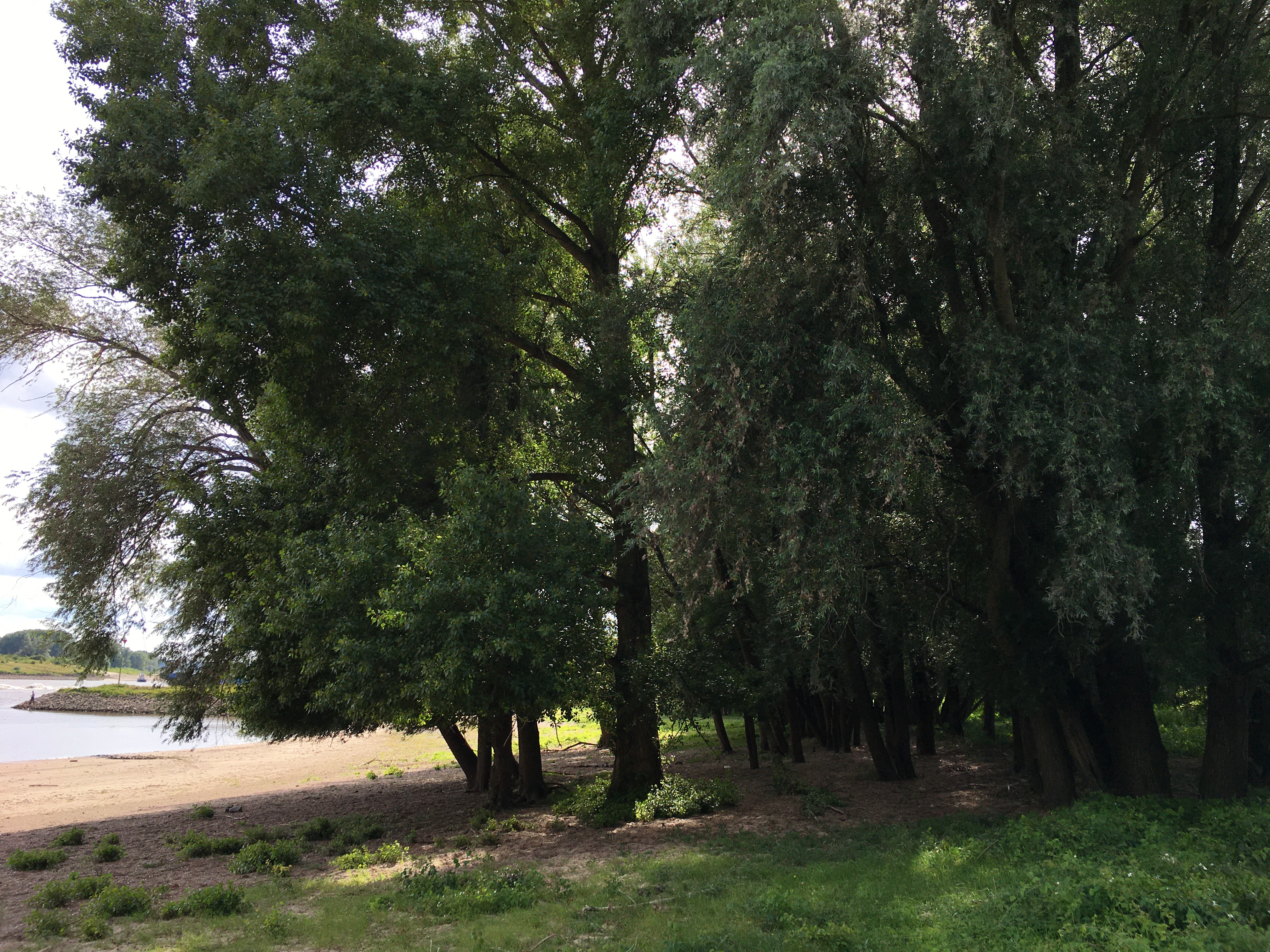
Zomeraspect van een hoog opgaand bijvoet-ooibos.
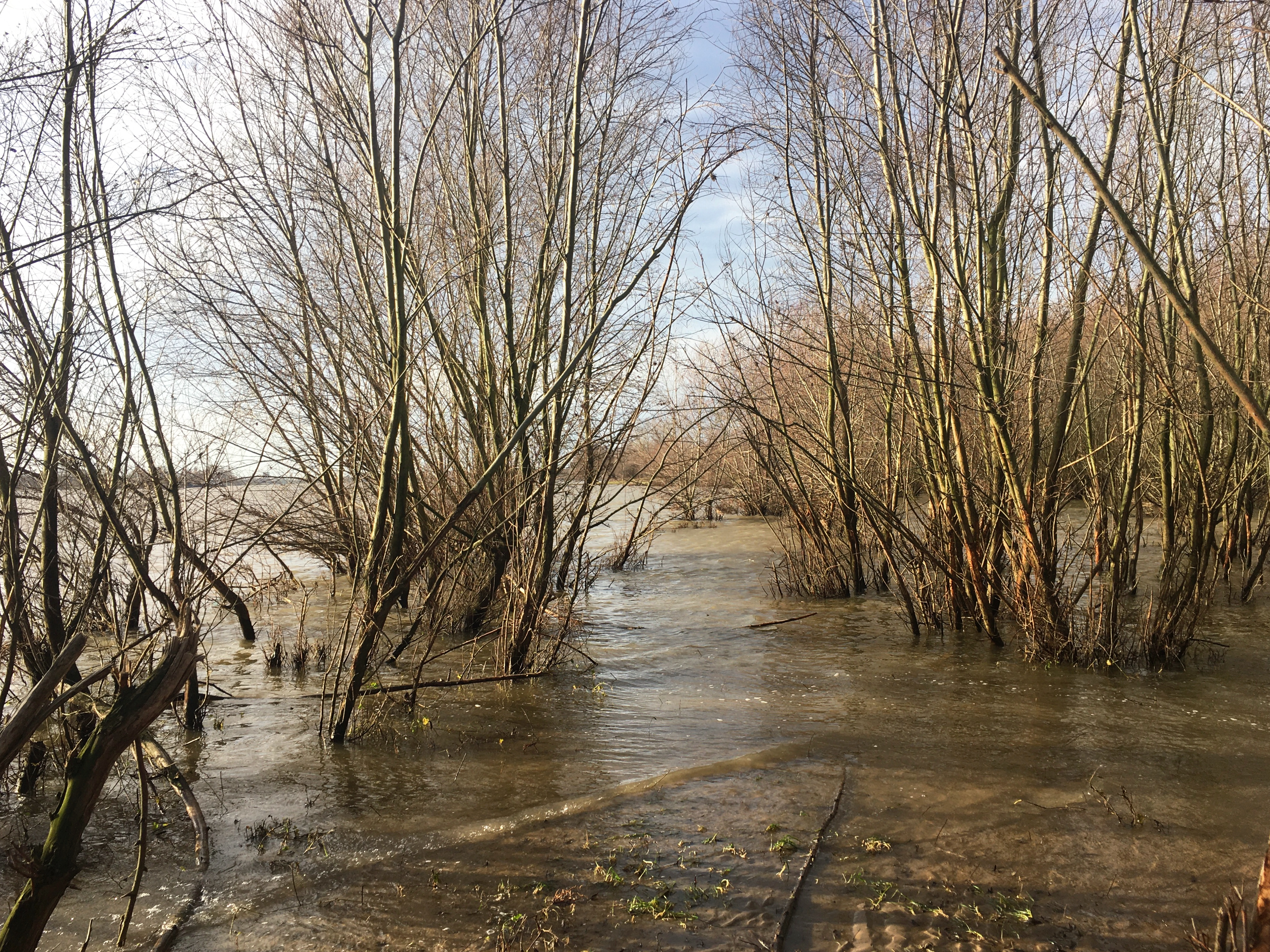
Winteraspect van een bijvoet-ooibos bij hoogwater.
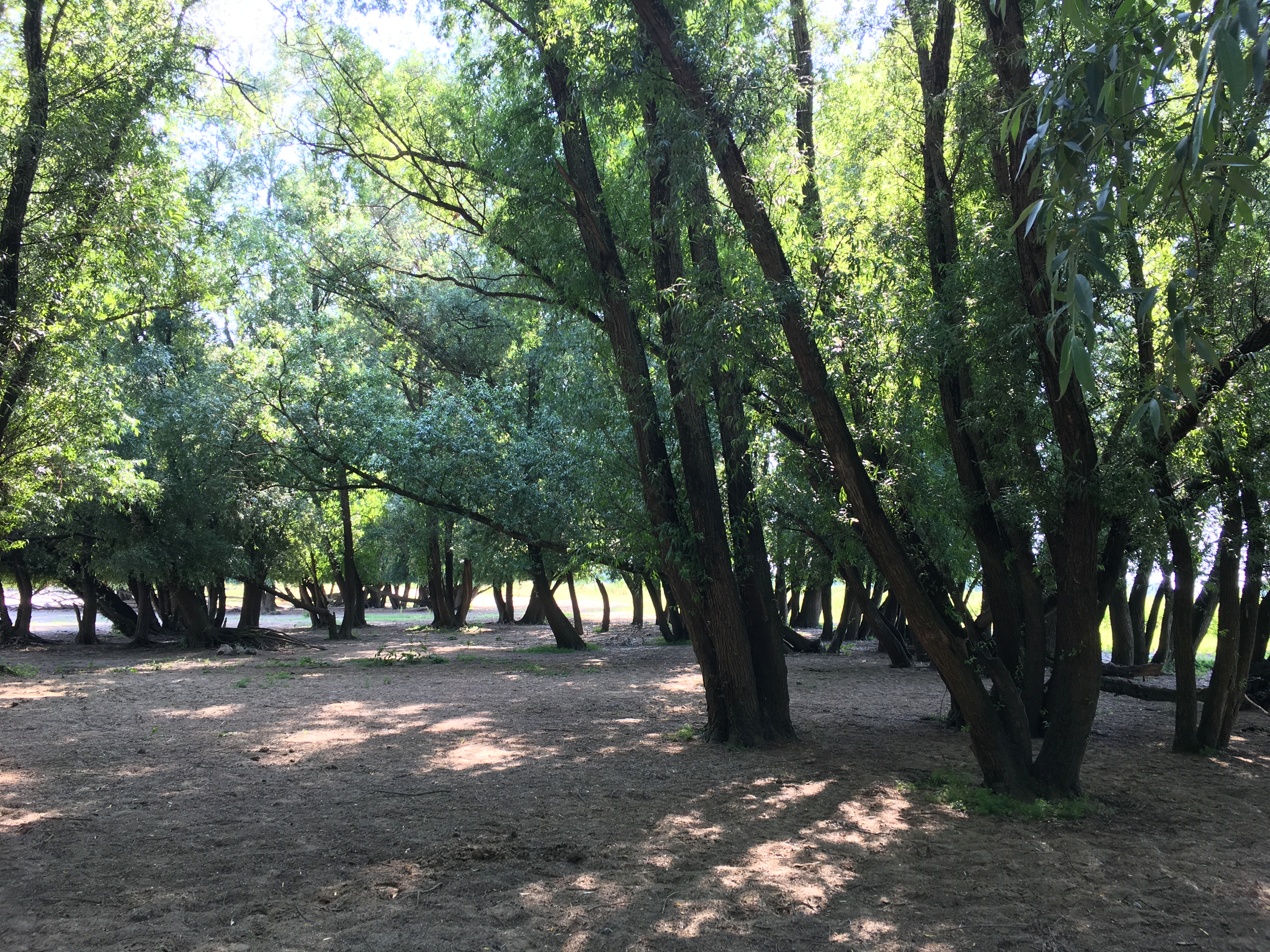
Een middelhoog bijvoet-ooibos.
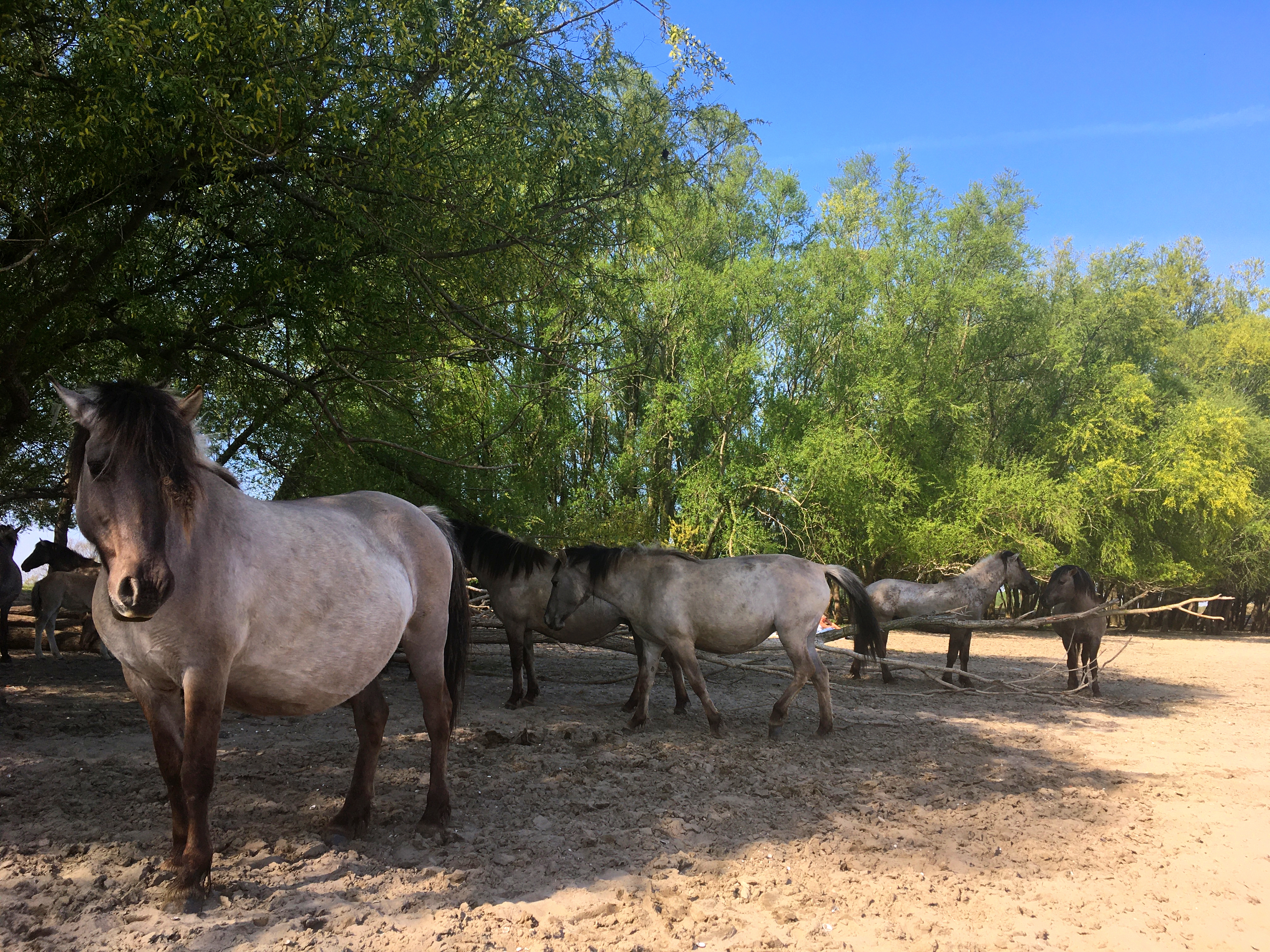
Koniks in een bijvoet-ooibos.
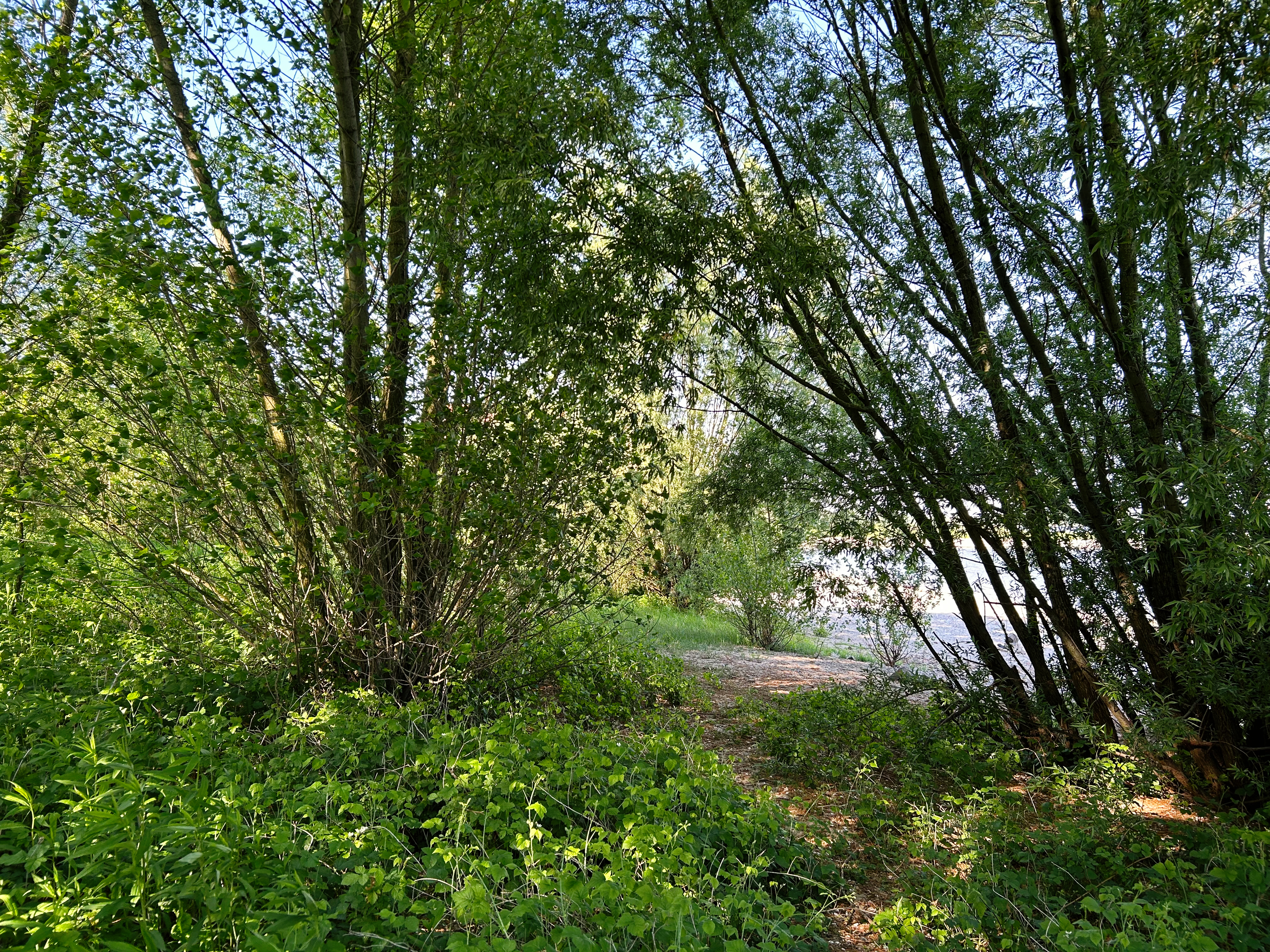
Een soortenarme vorm met dauwbraam.